# His Misjudgment
His Misjudgment è un cortometraggio muto del 1911. Il nome del regista non viene riportato, mentre viene firmata la sceneggiatura. Lo scrittore Thomas W. Henshaw appare nei credits di 5 film muti dal 1911 al 1914.

## Produzione
Il film fu prodotto dalla Edison Company.

## Distribuzione
Distribuito dalla General Film Company, il film uscì nelle sale cinematografiche USA il 23 giugno 1911.